# A Passage for Trumpet
"A Passage for Trumpet" is een aflevering van de Amerikaanse televisieserie The Twilight Zone.

## Plot

### Opening
Joey Crown, musician with an odd, intense face, whose life is a quest for impossible things like flowers in concrete, or like trying to pluck a note of music out of the air and put it under a glass to treasure. Joey Crown, musician with an odd, intense face, who in a moment will try to leave the Earth and discover the middle ground; the place we call the Twilight Zone.
— Rod Serling

### Verhaal
Joey Crown, een mislukte trompetspeler, zit te wachten bij de achterdeur van de nachtclub waar hij ooit werkte. Hij hoopt zijn oude baas Baron te kunnen smeken om een nieuwe baan. Deze wijst hem echter de deur wanneer hij ontdekt dat Joey nog steeds kampt met een alcoholprobleem. Hij geeft hem enkel wat geld “voor oude tijden”.
Ervan overtuigd dat het nooit meer goed zal komen, verkoopt Joey zijn trompet (die hij de bijnaam “Baby” heeft gegeven) aan een winkel voor 8 dollar. Nate, de winkeleigenaar, zet de trompet weer te koop voor 25 dollar. Wanneer Joey een vrachtwagen met volle snelheid aan ziet komen rijden, springt hij ervoor en wordt geraakt.
In de volgende scène ligt Joey op de stoep. Het lijkt nacht te zijn. Hij probeert een passerende politieagent te vertellen wat er is gebeurd, maar die negeert hem volkomen. Joey loopt de straat in, maar iedereen die hij aanspreekt loopt gewoon door alsof hij er niet is. Dan ziet hij dat hij geen spiegelbeeld meer heeft en concludeert dat hij is omgekomen en nu een geest moet zijn.
Joey gaat terug naar de nachtclub, waar hij iemand op een trompet hoort spelen. De trompetspeler kan Joey wel zien en kent hem ook bij naam. De twee raken wat aan de praat en tot Joeys verbazing zegt de man hem dat hij nog niet geheel dood is. Hij zit nu in een soort tussenfase tussen leven en dood. Tevens toont hij Joey de goede dingen in het leven, die hij al lang vergeten was. Joey is overtuigd en besluit terug te keren naar de levenden. Voor hij gaat, geeft de man hem nog een tip mee: accepteer het leven zoals het is. Net voor de man vertrekt, vraagt Joey hem naar zijn naam. Het blijkt dat de man de engel Gabriël is.
Joey keert terug naar de winkel en belandt weer in zijn lichaam. Hij blijkt er nog goed vanaf te zijn gekomen. De vrachtwagenchauffeur wil zijn reputatie niet verliezen en geeft Joey wat geld zodat deze zijn mond houdt over de aanrijding. Met dit geld koopt Joey zijn trompet terug. Die avond begint hij wat voor zichzelf te spelen en wordt benadert door een jonge vrouw die zijn muziek wel waardeert.

### Slot
Joey Crown, who makes music, and who discovered something about life; that it can be rich and rewarding and full of beauty, just like the music he played, if a person would only pause to look and to listen. Joey Crown, who got his clue in the Twilight Zone.
— Rod Serling

## Rolverdeling
- Jack Klugman: Joey Crown
- Frank Wolff: Baron
- John Anderson: Gabe
- Mary Webster: Nan
- Ned Glass: Nate
- James Flavin: vrachtwagenchauffeur

## Trivia
- Vanaf deze aflevering kreeg de serie een nieuw introfilmpje.

- Voor de scène waarin Joey in de spiegel kijkt en ontdekt dat hij geen spiegelbeeld heeft, werden twee identieke sets gebouwd met daartussen een glasplaat. De andere man in de scène werd gespeeld door een identieke tweeling.

- In de aflevering is een bord te zien met daarop de tekst “HOUGHTON”. Dit is een verwijzing naar Buck Houghton, die de eerste drie seizoenen van The Twilight Zone produceerde.

- De trompet uit deze aflevering is te zien in de attractie The Twilight Zone Tower of Terror.